# Nervilia maculata
Nervilia maculata là một loài thực vật có hoa trong họ Lan. Loài này được (E.C.Parish & Rchb.f.) Schltr. mô tả khoa học đầu tiên năm 1911.